# Leisten (Plau am See)
Leisten ist ein Ortsteil der Stadt Plau am See im Osten des Landkreises Ludwigslust-Parchim in Mecklenburg-Vorpommern.

## Geografie
Am südöstlichen Ortsrand von Leisten liegt der Hofsee; der Plauer See liegt etwas weiter östlich. Die Leistener Lanke, eine Ausbuchtung (vgl. Lanke) des Plauer Sees, liegt südlich. Am Westufer des Plauer Sees liegt das Naturschutzgebiet Nordufer Plauer See.
Am westlichen Ortsrand von Leisten verläuft die B 103.

## Geschichte
Das alte mecklenburgische Adelsgeschlecht von Lehsten, auch Leesten, Leest oder Leisten geschrieben, wurde 1255 erstmals urkundlich erwähnt. Die Familie besaß 1283 das Gut Lehsten und erwarb später weitere Güter. Das Gut war bis 1803 im Besitz der Familie. Es folgten die Familien von Pentz, Wilhelm Beust (ab 1817) und Johannes Schlutius (1899–1945). 

## Sehenswürdigkeiten
→ Siehe auch Liste der Baudenkmale in Plau am See#Leisten

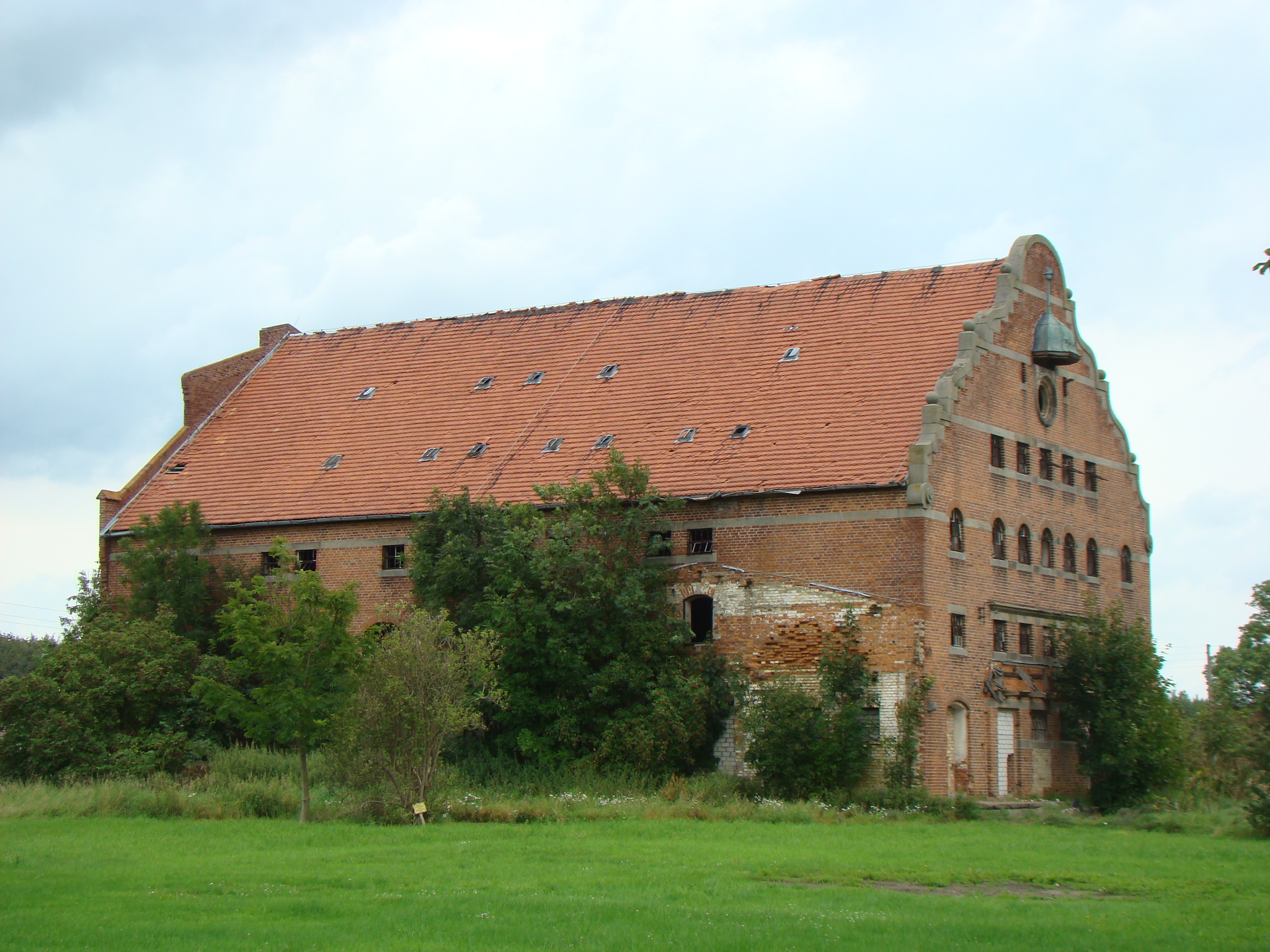
Speicher in Leisten (2011)

- In der Kastanienallee sind die ehemalige Schule und ein Speicher als Baudenkmale eingestuft.
- Das eingeschossige, sanierte Gutshaus Leisten von um 1870 mit einer Backsteinfassade steht auf dem Gewölbe eines Vorgängerbaus aus dem 13./14. Jahrhundert.